# Пестролобый медоуказчик
Пестролобый медоуказчик (лат. Indicator variegatus) — вид птиц семейства медоуказчиковых. Подвидов не выделяют. Обитает в Анголе, Бурунди, ДР Конго, Эфиопии, Кении, Малави, Мозамбике, Руанде, Сомали, ЮАР, Южном Судане, Судане, Эсватини, Танзании, Уганде, Замбии и Зимбабве.

## Описание
Пестролобый медоуказчик достигает длины 18-19 см и массы от 34 до 55 г, редко до 61 г. Половой диморфизм не выражен. Общая окраска тела и крыльев зелёная и оливковая; крайние рулевые перья белого цвета с чёрными кончиками. Макушка и лицо испещрены полосками, а горло и грудь — оливково-серыми и белыми прожилками.

## Биология
Пчелиный воск употребляется в пищу круглый год; в состав рациона входят также личинки и яйца пчёл, термиты, мухи, гусеницы, муравьи, жуки, тля, иногда другие членистоногие. Птенцы питаются пищей хозяина, включая фрукты.
Гнездовой паразит.